# Associazione Sportiva L'Aquila 1965-1966
Questa pagina raccoglie le informazioni riguardanti l'Associazione Sportiva L'Aquila nelle competizioni ufficiali della stagione 1965-1966.

## Rosa
| N. |                   | Ruolo | Calciatore                    |
| -- | ----------------- | ----- | ----------------------------- |
|    | Italia (bandiera) | C     | Guido Attardi                 |
|    | Italia (bandiera) | C     | Bruno Benetti                 |
|    | Italia (bandiera) | D     | Giorgio Bettini               |
|    | Italia (bandiera) | C     | Paolo Braca                   |
|    | Italia (bandiera) | A     | Pietro Capuano                |
|    | Italia (bandiera) | D     | Antonio Di Base               |
|    | Italia (bandiera) | P     | Arnaldo Di Mascio             |
|    | Italia (bandiera) | C     | Vincenzo Dionisio             |
|    | Italia (bandiera) | C     | Bernardino Fracassi           |
|    | Italia (bandiera) | D     | Adriano Grigoletti (capitano) |
|    | Italia (bandiera) | C     | William Martegani             |

| N. |                   | Ruolo | Calciatore        |
| -- | ----------------- | ----- | ----------------- |
|    | Italia (bandiera) | A     | Armando Menegon   |
|    | Italia (bandiera) | C     | Feliciano Orazi   |
|    | Italia (bandiera) | P     | Sergio Petrilli   |
|    | Italia (bandiera) | C     | Giuseppe Picella  |
|    | Italia (bandiera) | C     | Lucio Pozzar      |
|    | Italia (bandiera) | D     | Umberto Rabuzzi   |
|    | Italia (bandiera) | D     | Davide Savini     |
|    | Italia (bandiera) | C     | Gianfranco Scassa |
|    | Italia (bandiera) | C     | Bruno Taverna     |
|    | Italia (bandiera) | A     | Ermenegildo Valle |